# Steve McClaren
Steve McClaren   (Fulford, 3 de maig de 1961) és un futbolista retirat i entrenador anglès. Va ser seleccionador d'Anglaterra i va guanyar la lliga neerlandesa de futbol amb l'FC Twente.

## Carrera esportiva
Va començar a jugar a futbol el 1979 al Hull City fins al 1985, posteriorment va jugar en Derby County Football Club durant la temporada 1985-88, durant aquest temps el Derby Country va estar cedit el Lincoln City. Un cop acabada la seva trajectòria en l'equip The Rams, va continuar jugant al futbol en el Bristol City FC, només va estar una temporada (1988-1989). El seu últim equip en que va jugar professionalment a futbol va ser el Oxford United, va estar jugant durant quatre anys.
La carrera d'entrenador de McClaren va començar en el 2001. El seu primer equip va ser el Middlesbrough, un equip angles que juga a la Football League Championship, el va dirigir durant 5 temporades del 2001 al 2006. Posteriorment va entrenar la seva primera selecció, la selecció d'Anglaterra, només va estar una temporada. Després va entrenar equips com el Newcastle United, com el Derby Country FC, el Nottingham Forest, o el Queens Park Rangers FC.